# فرانك برونو
فرانك برونو (بالإنجليزية: Frank Bruno)‏ مواليد 16 نوفمبر 1961 في هامرسميث، لندن، إنجلترا، هو ملاكم بريطاني يصنف ضمن فئة الوزن الثقيل. حقق بطولة المجلس العالمي للملاكمة.

## إحصائيات
خاض خلال مسيرته 45 نزالا، فاز في 40 وخسر في 5. فاز بالضربة القاضية في 38 نزالا.

## وصلات خارجية
- فرانك برونو على موقع IMDb (الإنجليزية)
- فرانك برونو على موقع ميوزك برينز (الإنجليزية)
- فرانك برونو على موقع ديسكوغز (الإنجليزية)
- فرانك برونو على موقع قاعدة بيانات الفيلم (الإنجليزية)
- فرانك برونو على موقع بوكس ريك (الإنجليزية) (registration required)

- الموقع الرسمي